# Michał Chyliński
Michał Chyliński (Bydgoszcz, 22 febbraio 1986) è un cestista polacco.

## Carriera
Con la Polonia ha disputato due edizioni dei Campionati europei (2009, 2013).

## Palmarès

### Squadra
- Supercoppa polacca: 1

Turów Zgorzelec: 2014

### Individuale
- MVP Supercoppa polacca: 1

Turów Zgorzelec: 2014